# Dioscorea alata
Dioscorea alata är en enhjärtbladig växtart som beskrevs av Carl von Linné. Dioscorea alata ingår i släktet Dioscorea och familjen Dioscoreaceae. Inga underarter finns listade i Catalogue of Life.

## Bildgalleri

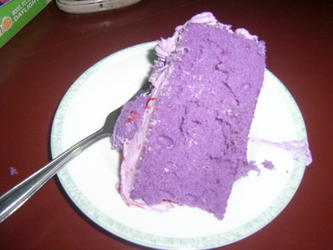
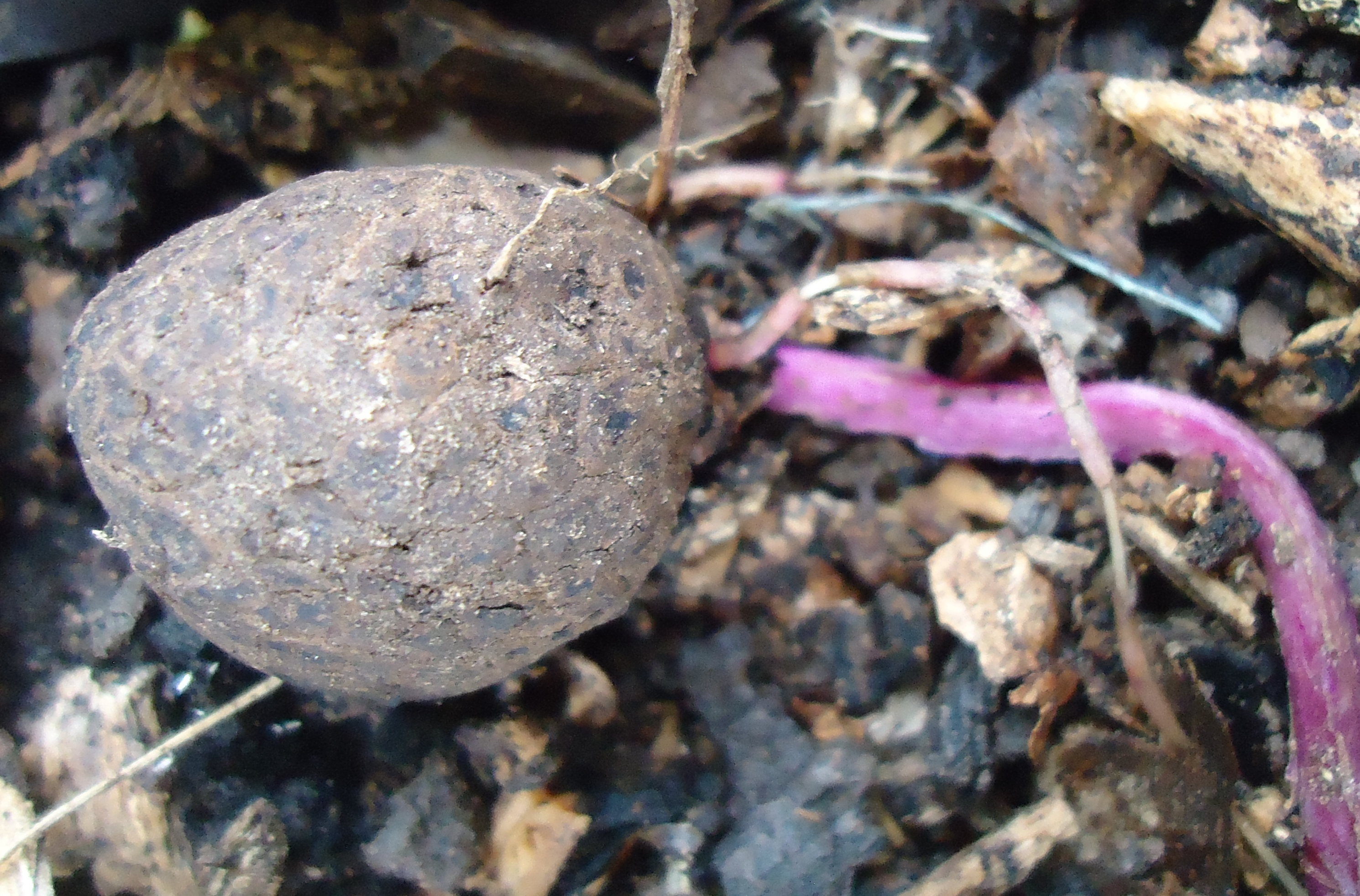
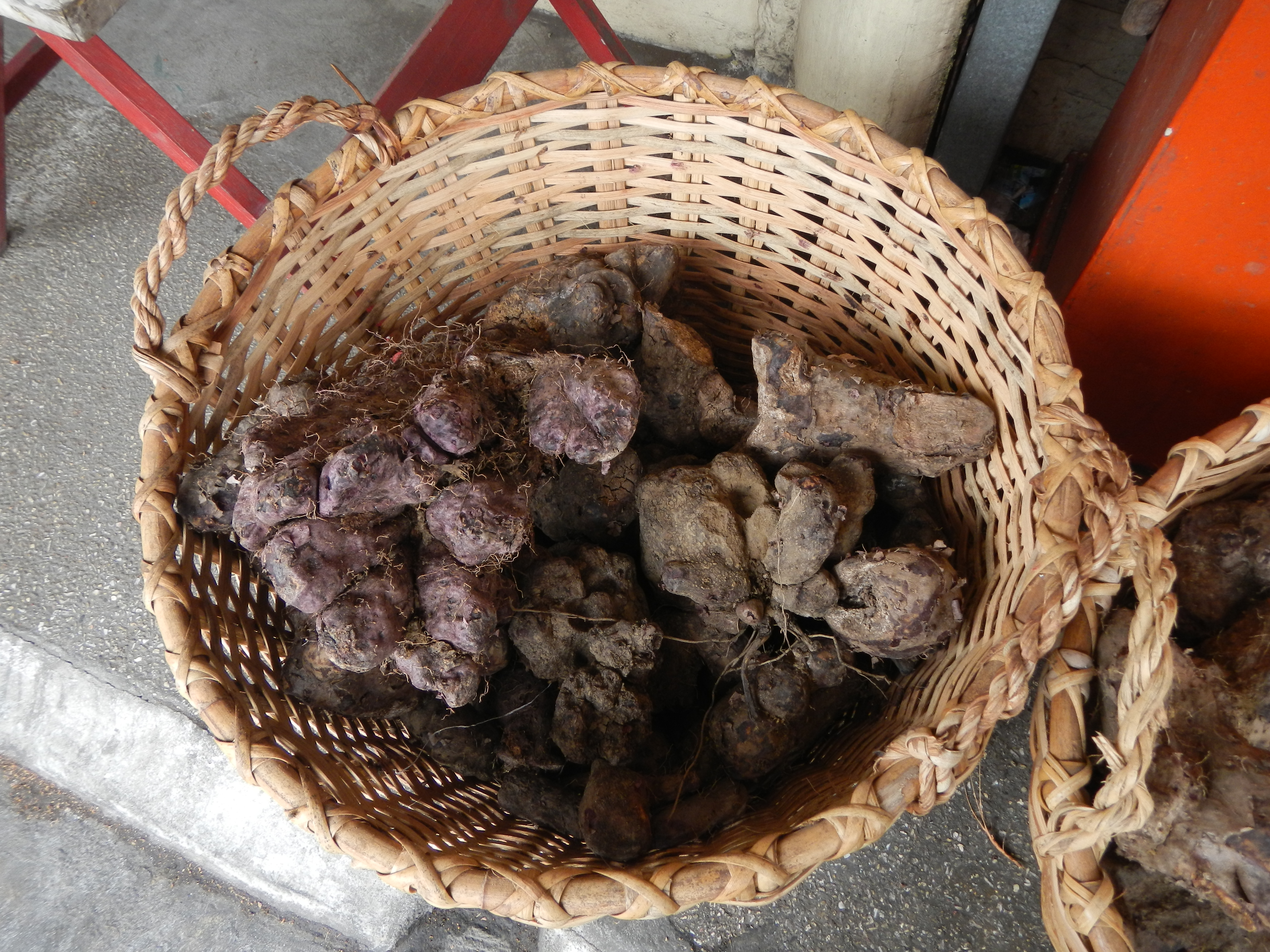
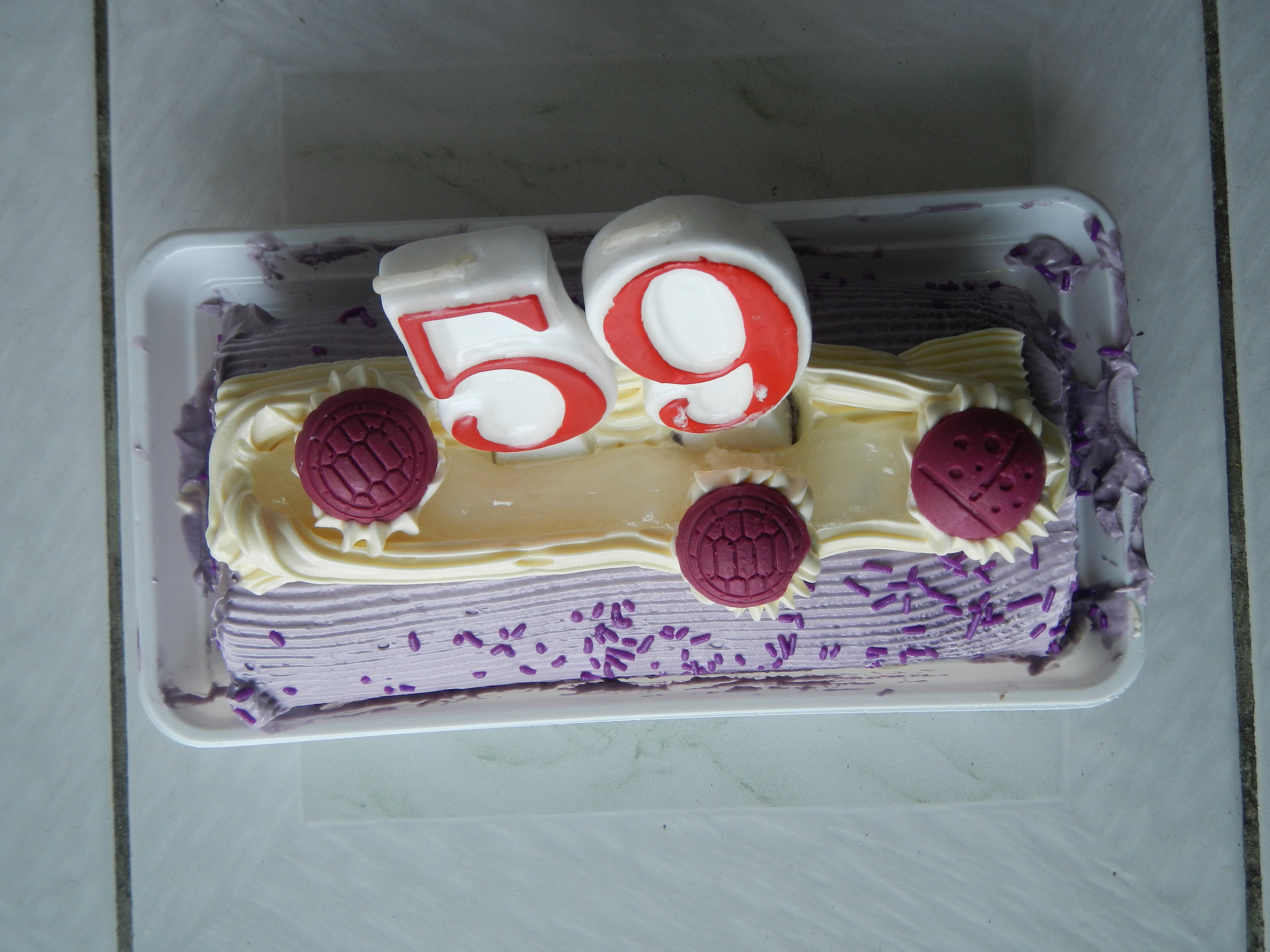